# 二階堂駅

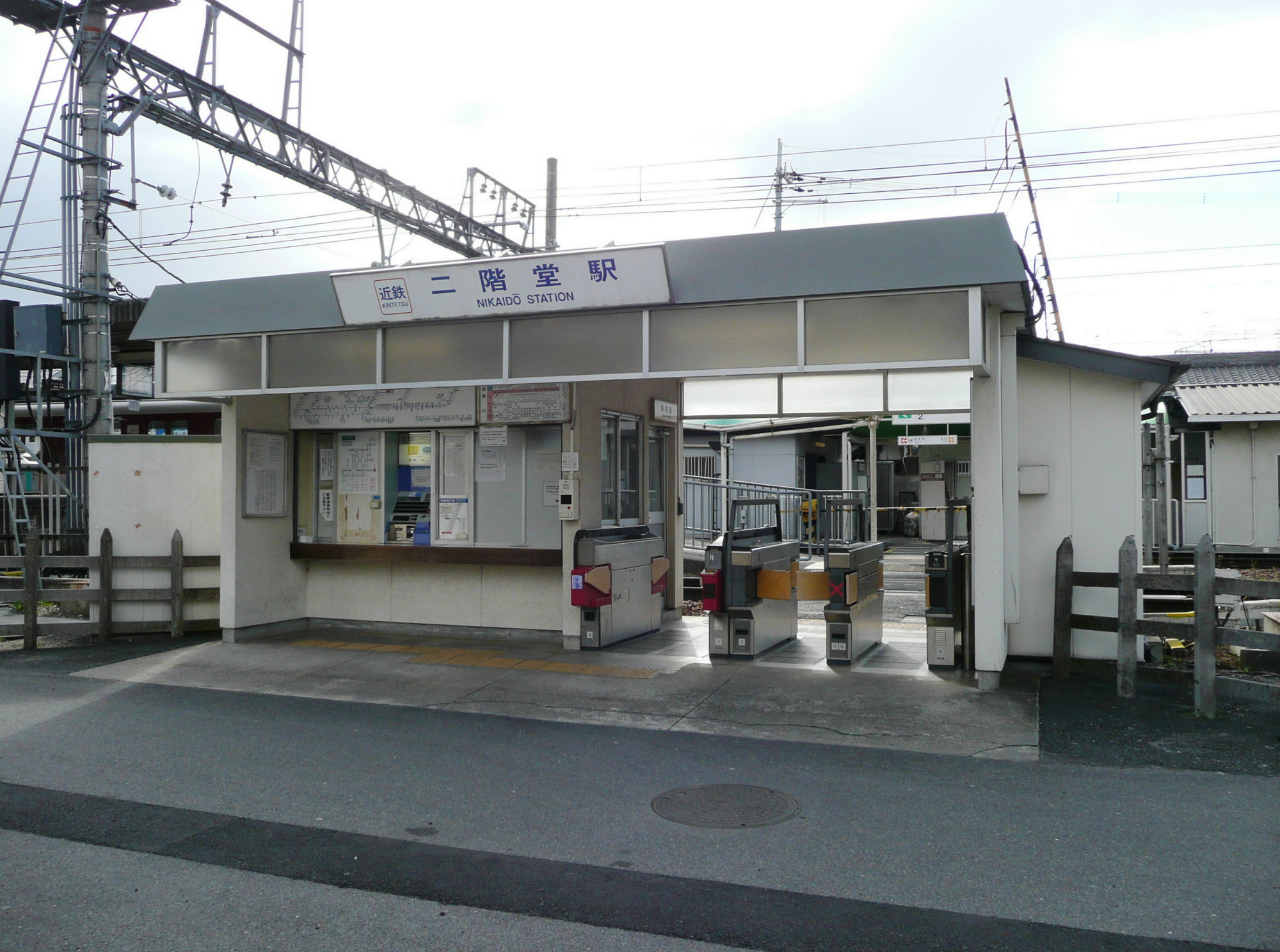
線路北側にある改札口

二階堂駅（にかいどうえき）は、奈良県天理市二階堂上ノ庄町にある、近畿日本鉄道（近鉄）天理線の駅。駅番号はH33。
天理市内の駅だが徒歩2 - 3分程度で大和郡山市との市境となり、駅すぐ西側を通る奈良県道193号筒井二階堂線を挟んで大和郡山市八条町と近接、同町内の東端の極一部の地域は当駅から徒歩圏内である。県道の他、駅の東側を国道25号が通っているが国道から直接駅へはアクセス出来ない。

## 歴史
- 1915年（大正4年）2月7日：天理軽便鉄道新法隆寺（のちの近畿日本法隆寺駅、廃駅） - 天理間開通の際に開業[1]。
- 1921年（大正10年）1月1日：路線買収により大阪電気軌道天理線の駅となる[1][2]。
- 1922年（大正11年）4月1日：標準軌に改軌、電化[1]。
- 1941年（昭和16年）3月15日：大阪電気軌道が参宮急行電鉄を合併、新発足した関西急行鉄道となる[1]。
- 1944年（昭和19年）6月1日：戦時合併により関西急行鉄道が近畿日本鉄道に改組。同社の駅となる[1]。
- 1988年（昭和63年）
  - 2月11日：二階堂 - 天理駅間が複線化。
  - 6月27日：平端 - 二階堂駅間が複線化。
- 2007年（平成19年）4月1日：PiTaPa使用開始[3]。
- 2021年（令和3年）10月1日以降時期不明：終日無人駅化[4]。

## 駅構造
島式1面2線のホームを持つ地上駅。ホーム有効長は6両分。ホーム平端寄りの南側に有人駅舎、北側に無人（かつては有人）の駅舎があり、両駅舎とホームは構内踏切で連絡している。
天理線が単線だった名残がホームの構造に見受けられる。
天理駅管理の無人駅で、PiTaPa・ICOCA対応の自動改札機および自動精算機（回数券カードおよびICカードのチャージに対応）が設置されている。
| のりば | 路線     | 方向 | 行先                 |
| ------ | -------- | ---- | -------------------- |
| 1      | H 天理線 | 下り | 天理方面             |
| 2      | H 天理線 | 上り | 京都・大和西大寺方面 |

## 利用状況
近年における当駅の1日乗降人員の調査結果は以下の通り。
- 2022年11月8日：3,054人
- 2021年11月9日：2,994人
- 2018年11月13日：3,479人
- 2015年11月10日：3,532人
- 2012年11月13日：3,581人
- 2010年11月9日：3,752人
- 2008年11月18日：3,843人
- 2005年11月8日：4,033人

## 駅周辺
駅周辺は古くからの戸建住宅街が多かったが、近年は中層マンションも建ち始め、京奈和自動車道も付近を通り、また県道も駅すぐ西を通るため、交通量は比較的多い。しかし交通量に比して県道の道幅が狭いのと、それによりバス等が乗り入れたりせず駅前にも駐車場どころか駐輪場さえなく、また改札は駅西側にしかないため、駅東側から来る場合は一旦西側へ回り込まなければならない等、若干アクセスし難い場所にある。
- 国道25号
- 奈良県道193号筒井二階堂線（当駅すぐ西側を通り、この道路を挟んで大和郡山市との境界となる）
- 奈良県立二階堂高等学校
- 天理市立西中学校
- 京奈和自動車道郡山南IC
- 奈良健康ランド（南へ徒歩約15分。ほか平端駅とJR郡山駅から、無料送迎バスが1時間間隔で運行中）
- 天理教陽喜布教所
- フォーエル天理店
- スーパーセンタートライアル天理店
- コメリハード＆グリーン天理店
- 奈良ライフソングチャーチ
- 北菅田公民館
- 菅田養蜂場・はちみつワイズ（南口から徒歩2 - 3分程だが、所在地は奈良県大和郡山市内）

## 隣の駅
近畿日本鉄道
H 天理線
■急行・■普通
平端駅 (H32) - 二階堂駅 (H33) - 前栽駅 (H34)